# Yasmine Tikarouchine
Yasmine Tikarouchine, née le 26 mai 2000, est une archère algérienne.

## Carrière
Yasmine Tikarouchine est médaillée de bronze en arc classique par équipes aux Championnats d'Afrique de tir à l'arc 2016 à Windhoek.